# Sanchai Ratiwatana
Sanchai Ratiwatana (n. 23 de enero de 1982 en Bangkok, Tailandia) es un jugador profesional de tenis tailandés.

## Carrera
Sanchai comenzó su carrera en 2004. Él juega predominantemente en dobles, junto con su hermano gemelo Sonchat. En conjunto, han sido capaces de ganar dos torneos ATP y numerosos torneos Challenger. 

Su ranking más alto a nivel individual fue el puesto N.º 831, alcanzado el 26 de noviembre del 2007. A nivel de dobles alcanzó el puesto N.º 39 el 28 de abril de 2008.
Hasta el momento ha obtenido 2 títulos de la categoría ATP World Tour y 34 en el ATP Challenger Tour, todos ellos en la modalidad de dobles.

### Copa Davis
Desde el año 2004 es participante del Equipo de Copa Davis de Tailandia. Tiene en esta competición un récord total de partidos ganados/perdidos de 15/16 (3/6 en individuales y 12/10 en dobles).

## Títulos; 37 (0 + 37)
| Leyenda                        | Individuales | Dobles |
| ------------------------------ | ------------ | ------ |
| Grand Slam (tenis)\|Grand Slam | 0            | 0      |
| ATP World Tour Finals          | 0            | 0      |
| ATP World Tour Masters 1000    | 0            | 0      |
| ATP World Tour 500 Series      | 0            | 0      |
| ATP World Tour 250 Series      | 0            | 2      |
| ATP Challenger Series          | 0            | 35     |

### Dobles

#### ATP World Tour
| N.º | Fecha      | Torneo            | Superficie | Pareja             | Oponentes en la final         | Resultado    |
| --- | ---------- | ----------------- | ---------- | ------------------ | ----------------------------- | ------------ |
| 1.  | 22.09.2007 | Torneo de Bangkok | Dura       | Sonchat Ratiwatana | Michael Llodra Nicolas Mahut  | 3-6 7-5 10-7 |
| 2.  | 06.01.2008 | Torneo de Chennai | Dura       | Sonchat Ratiwatana | Marcos Baghdatis Marc Gicquel | 6-4 7-5      |

#### ATP Challenger Tour
| N.º | Fecha            | Torneo                       | Superficie | Pareja               | Oponentes en la final                   | Resultado           |
| --- | ---------------- | ---------------------------- | ---------- | -------------------- | --------------------------------------- | ------------------- |
| 1.  | 12.10.2003       | Challenger de Hubli-Dharwad  | Dura       | Sonchat Ratiwatana   | Prakash Amritraj Rik De Voest           | 3:6, 6:3, 7:5       |
| 2.  | 04.04.2004       | Challenger de Busan (1)      | Dura       | # Sonchat Ratiwatana | Satoshi Iwabuchi Tasuku Iwami           | 6:75, 7:61, 6:4     |
| 3.  | 01.08.2004       | Challenger de Belo Horizonte | Dura       | # Sonchat Ratiwatana | Marcos Daniel Iván Miranda              | 6:2, 7:5            |
| 4.  | 28.11.2004       | Challenger de Réunion        | Dura       | # Sonchat Ratiwatana | Michel Kratochvil Jiří Vaněk            | walkover            |
| 5.  | 27. Februar 2005 | Challenger de Cherburgo (1)  | Dura (i)   | # Sonchat Ratiwatana | Jean-Christophe Faurel Nicolas Renavand | 6:3, 6:2            |
| 6.  | 23.04.2006       | Challenger de Chikmagalur    | Dura       | # Sonchat Ratiwatana | Lu Yen-hsun Danai Udomchoke             | 6:3, 6:2            |
| 7.  | 21.05.2006       | Challenger de Fergana        | Dura       | # Sonchat Ratiwatana | Alexey Kedryuk Orest Tereschtschuk      | 6:77, 7:63, [14:12] |
| 8.  | 30.07.2006       | Challenger de Lexington      | Dura       | # Sonchat Ratiwatana | John Isner Colin Purcell                | 7:65, 4:6, [10:6]   |
| 9.  | 11.03.2007       | Challenger de Kyoto (1)      | Tierra (i) | # Sonchat Ratiwatana | Rajeev Ram Bobby Reynolds               | 6:4, 6:3            |
| 10. | 20.05.2007       | Challenger de Sanremo        | Tierra     | # Sonchat Ratiwatana | Steve Darcis Stefan Wauters             | 7:63, 6:3           |
| 11. | 17.06.2007       | Challenger de Lugano         | Tierra     | # Sonchat Ratiwatana | Jean-Claude Scherrer Lovro Zovko        | 6:4, 6:4            |
| 12. | 29.07.2007       | Challenger de Granby         | Dura (i)   | # Sonchat Ratiwatana | Satoshi Iwabuchi Phil Stolt             | 6:2, 7:64           |
| 13. | 18.01.2009       | Challenger de Salinas        | Dura       | # Sonchat Ratiwatana | Juan Pablo Brzezick Iván Miranda        | 6:3, 7:64           |
| 14. | 08.02.2009       | Challenger de Breslau        | Dura (i)   | # Sonchat Ratiwatana | Benedikt Dorsch Sam Warburg             | 6:4, 3:6, [10:8]    |
| 15. | 29.02.2009       | Challenger de Melbourne      | Dura       | # Sonchat Ratiwatana | Chen Ti Danai Udomchoke                 | 7:65, 5:7, 10:7     |
| 16. | 19.04.2009       | Challenger de México         | Dura       | # Sonchat Ratiwatana | Víctor Estrella João Souza              | 6:3, 6:3            |
| 17. | 17.05.2009       | Challenger de Busan (2)      | Dura       | # Sonchat Ratiwatana | Tasuku Iwami Toshihide Matsui           | 6:4, 6:2            |
| 18. | 31.01.2010       | Challenger de Heilbronn      | Dura (i)   | # Sonchat Ratiwatana | Mario Ančić Lovro Zovko                 | 6:4, 7:5            |
| 19. | 26.09.2010       | Challenger de Bangkok        | Dura       | # Sonchat Ratiwatana | Frederik Nielsen Yūichi Sugita          | 6:3, 7:5            |
| 20. | 07.08.2011       | Challenger de Pekín (1)      | Dura       | # Sonchat Ratiwatana | Harri Heliövaara Michael Ryderstedt     | 6:74, 6:3, [10:3]   |
| 21. | 11.09.2011       | Challenger de Shanghái (1)   | Dura       | # Sonchat Ratiwatana | Fritz Wolmarans Michael Yani            | 7:64, 6:3           |
| 22. | 23.10.2011       | Challenger de Seúl           | Dura       | # Sonchat Ratiwatana | Purav Raja Divij Sharan                 | 6:4, 7:63           |
| 23. | 08.01.2012       | Challenger de Nouméa         | Dura       | # Sonchat Ratiwatana | Axel Michon Guillaume Rufin             | 6:0, 6:4            |
| 24. | 05.02.2012       | Challenger de Kazan          | Dura (i)   | # Sonchat Ratiwatana | Alexander Bury} Mateusz Kowalczyk       | 6:3, 6:1            |
| 25. | 11.03.2012       | Challenger de Kyoto (2)      | Tierra (i) | # Sonchat Ratiwatana | Hsieh Cheng-peng Lee Hsin-han           | 7:67, 6:3           |
| 26. | 22.07.2012       | Challenger de Anning         | Tierra     | # Sonchat Ratiwatana | Ruan Roelofse Kittipong Wachiramanowong | 4:6, 7:61, [13:11]  |
| 27. | 29.07.2012       | Challenger de Wuhan          | Dura       | # Sonchat Ratiwatana | Adam Feeney Samuel Groth                | 6:4, 2:6, [10:8]    |
| 28. | 05.08.2012       | Challenger de Pekín (2)      | Dura       | # Sonchat Ratiwatana | Yuki Bhambri Divij Sharan               | 7:63, 2:6, [10:6]   |
| 29. | 09.09.2012       | Challenger de Shanghái (2)   | Dura       | # Sonchat Ratiwatana | Yuki Bhambri Divij Sharan               | 6:4, 6:4            |
| 30. | 16.09.2012       | Challenger de Ningbo         | Dura       | # Sonchat Ratiwatana | Gong Maoxin Zhang Ze                    | 6:4, 6:2            |
| 31. | 02.03.2013       | Challenger de Cherburgo (2)  | Dura (i)   | # Sonchat Ratiwatana | Philipp Marx Florin Mergea              | 7:5, 6:4            |
| 32. | 15.06.2013       | Challenger de Nottingham     | Césped     | # Sonchat Ratiwatana | Purav Raja Divij Sharan                 | 7:65, 6:73, [10:8]  |
| 33. | 07.09.2013       | Challenger de Shanghái (3)   | Dura       | # Sonchat Ratiwatana | Lee Hsin-han Peng Hsien-yin             | 6:3, 6:4            |
| 34. | 02.03.2014       | Challenger de Guangzhou      | Dura       | # Sonchat Ratiwatana | Lee Hsin-han Amir Weintraub             | 6:2, 6:4            |
| 35. | 18.05.2014       | Challenger de Busan (3)      | Dura       | # Sonchat Ratiwatana | Jamie Delgado John-Patrick Smith        | 6:4, 6:4            |